# Aaron Spelling
Aaron F. Spelling (ur. 22 kwietnia 1923 w Dallas, zm. 23 czerwca 2006 w Los Angeles) – amerykański producent filmowy, scenarzysta, aktor i reżyser. Pomysłodawca takich seriali, jak Dynastia, Czarodziejki, Melrose Place, Aniołki Charliego, Statek miłości, Starsky i Hutch, Siódme niebo i Beverly Hills 90210.

## Życiorys
Syn Davida i Pearl Spellingów, przyszedł na świat w rodzinie żydowskich imigrantów z Polski. Miał trzech braci – Sama, Maxa i Daniela – i jedną siostrę – Becky.
Uczęszczał do Forest Avenue High School. W 1945 ukończył studia dziennikarskie na Southern Methodist University w Dallas. W latach 1945–1946 uczęszczał na Uniwersytet Paryski. Otrzymał Eugene O’Neill Award za oryginalną jednoaktową sztukę w latach 1947 i 1948. Potem wstąpił do sił powietrznych amerykańskiej armii i pracował jako korespondent wojenny dla pisma „Stars and Stripes”. Postrzelony przez snajpera, został odznaczony Brązowym Medalem Zasługi. Po demobilizacji pracował jako reżyser teatralny w Dallas i Nowym Jorku. W 1953 osiedlił się w Hollywood.
Rozpoczął pracę w filmie najpierw jako aktor występujący w serialach Dragnet (1953, 1954) czy Kocham Lucy (1955). Wkrótce jednak zajął się sprzedażą scenariuszy. W końcu stał się producentem stacji Four Star Television. Na antenę zaczęły trafiać jego pierwsze seriale – w 1956 Zone Grey Theater, a trzy lata później – Johnny Ringo.
Zrealizował seriale: Aniołki Charliego (w latach 1976–1981, 2000), Starsky i Hutch (w latach 1975–1979), Fantasy Island (w latach 1978–1984), Hart to Hart (w latach 1979–1984), Family (w latach 1976–1980). W latach 1981–1989 przedstawił telewidzom Dynastię, a później – w latach 1990–2000 – młodzieżową operę mydlaną Beverly Hills 90210, w której w jedną z głównych ról wcieliła się jego córka Tori Spelling jako Donna Martin. Później były kolejne seriale: Melrose Place (1992), Siódme niebo, Pacific Palisades (1997), Sunset Beach (w latach 1997–1999), Wybrańcy fortuny (2000) i Czarodziejki (w latach 1998–2006).
Zmarł w wieku 83 lat, w swoim domu w Los Angeles w wyniku komplikacji po wylewie, który przeszedł 18 czerwca 2006.

## Życie prywatne
Był dwukrotnie żonaty. Po raz pierwszy z aktorką Carolyn Jones (od 10 kwietnia 1953 do 1964) i po raz drugi od 23 listopada 1968 z Carol Jean (Candy) Spelling, z którą był do końca swego życia. Mają dwoje dzieci: Tori (ur. 16 maja 1973 w Los Angeles) i Randy’ego (ur. 9 października 1978 w Los Angeles).

## Nagrody
Otrzymał podczas swojej kariery kilkadziesiąt nagród i wyróżnień, m.in. statuetek Emmy, a w 2000 został uhonorowany przez Gildię Producentów Amerykańskich statuetką za całokształt twórczości.

## Producent
1. Split Decision (2006)
2. Czarodziejki (Charmed, 1998–2006)
3. Wanted (2005)
4. Bounty Hunters (2005)
5. Clubhouse (2004)
6. Summerland (2004)
7. Silver Lake (2004)
8. Officers on Duty (2003)
9. The Law and Mr. Lee (2003)
10. Zawód: Glina (10-8, 2003)
11. Kingpin (2003)
12. Queens Supreme (2003)
13. Hotel (2003)
14. Home of the Brave (2002)
15. Deep Cover (2002)
16. Stop at Nothing (2001)
17. All Souls (2001)
18. Aniołki Charliego (2000)
19. Wybrańcy fortuny (Titans, 2000)
20. Satan's School for Girls (2000)
21. Safe Harbor (1999)
22. The Mod Squad (1999)
23. Rescue 77 (1999)
24. Buddy Faro (1998)
25. The Love Boat: The Next Wave (1998)
26. W słońcu Kalifornii (Pacific Palisades, 1997)
27. Sunset Beach (1997)
28. Odd Jobs (1997)
29. Plaże Malibu (Malibu Shores, 1996)
30. After Jimmy (1996)
31. Siódme niebo (7th Heaven, 1996–2007)
32. Hart to Hart: Till Death Do Us Hart (1996)
33. A Season in Purgatory (1996)
34. Kindred: The Embraced (1996)
35. Hart to Hart: Harts in High Season (1996)
36. Savannah (1996)
37. Hart to Hart: Two Harts in Three-Quarters Time (1995)
38. Hart to Hart: Secrets of the Hart (1995)
39. Klinika uniwersytecka (University Hospital, 1995)
40. Cross Town Traffic (1995)
41. Robin's Hoods (1994)
42. Modelki (Models Inc., 1994)
43. Green Dolphin Beat (1994)
44. Love on the Run (1994)
45. Hart to Hart: Old Friends Never Die (1994)
46. Hart to Hart: Crimes of the Hart (1994)
47. Hart to Hart: Home Is Where the Hart Is (1994)
48. Jane’s House (1994)
49. Prawo Burke’a (Burke’s Law, 1994)
50. Hart to Hart: Hart to Hart Returns (1993)
51. A Stranger in the Mirror (1993)
52. And the Band Played On (1993)
53. Gulf City (1993)
54. The Round Table (1992)
55. The Heights (1992)
56. Malibu Road 2000 (2000 Malibu Road, 1992)
57. Melrose Place (1992-1999)
58. Grass Roots (1992)
59. Back to the Streets of San Francisco (1992)
60. Soapdish (1991)
61. Jailbirds (1991)
62. Beverly Hills 90210 (1990)
63. The Love Boat: A Valentine Voyage (1990)
64. Loose Cannons (1990)
65. Rich Men, Single Women (1990)
66. Day One (1989)
67. Nightingales (1989)
68. Divided We Stand (1988)
69. Satisfaction (1988)
70. Cross My Heart (1987)
71. Three O’Clock High (1987)
72. Surrender (1987)
73. Cracked Up (1987)
74. Life with Lucy (1986)
75. Night, Mother (1986)
76. Dark Mansions (1986)
77. T.J. Hooker: Blood Sport (1986)
78. Crossings (1986)
79. Mr. and Mrs. Ryan (1986)
80. Dynastia Colbych (The Colbys, 1985–1987)
81. International Airport (1985)
82. Hollywood Wives
83. Finder of Lost Loves
84. Glitter (1984)
85. Velvet (1984)
86. Dark Mirror (1984)
87. Making of a Male Model (1983)
88. Hotel (1983)
89. Mr. Mom (1983)
90. At Ease (1983)
91. Don't Go to Sleep (1982)
92. The Wild Women of Chastity Gulch (1982)
93. Massarati and the Brain (1982)
94. T.J. Hooker (1982)
95. Sizzle (1981)
96. Strike Force (1981)
97. The Best Little Girl in the World (1981)
98. Dynastia (Dynasty, 1981)
99. Casino (1980)
100. Murder Can Hurt You (1980)
101. B.A.D. Cats (1980)
102. Waikiki (1980)
103. The French Atlantic Affair (1979)
104. Hart to Hart (1979)
105. Love's Savage Fury (1979)
106. Return of the Mod Squad (1979)
107. The Power Within (1979)
108. Beach Patrol (1979)
109. Friends (1979)
110. The Users (1978)
111. The San Pedro Beach Bums (1978)
112. Kate Bliss and the Ticker Tape Kid (1978)
113. Vega$ (1978)
114. Wild and Wooly (1978)
115. Cruise Into Terror (1978)
116. Fantasy Island (1978)
117. Return to Fantasy Island (1978)
118. Statek miłości (The Love Boat, 1977)
119. The San Pedro Bums (1977)
120. The Love Boat II (1977)
121. Little Ladies of the Night (1977)
122. Fantasy Island (1977)
123. The Boy in the Plastic Bubble (1976)
124. Death at Love House (1976)
125. The New Daughters of Joshua Cabe (1976)
126. Baby Blue Marine (1976)
127. Aniołki Charliego (Charlie’s Angels, 1976)
128. Family (1976)
129. One of My Wives Is Missing (1976)
130. The Legend of Valentino (1975)
131. Murder on Flight 502 (1975)
132. The Rookies (1975)
133. The Fireman's Ball (1975)
134. Starsky i Hutch
135. S.W.A.T. (1975)
136. The Daughters of Joshua Cabe Return (1975)
137. Only with Married Men (1974)
138. Death Cruise (1974)
139. Hit Lady (1974)
140. Death Sentence (1974)
141. Savages (1974)
142. California Split (1974)
143. Cry Panic (1974)
144. The Girl Who Came Gift-Wrapped (1974)
145. Firehouse (1974)
146. Chopper One (1974)
147. The Death Squad (1974)
148. The Affair (1973)
149. Letters from Three Lovers (1973)
150. Hijack (1973)
151. Satan's School for Girls (1973)
152. The Bait (1973)
153. The Letters (1973)
154. The Great American Beauty Contest (1973)
155. Snatched (1973)
156. The Chill Factor (1973)
157. Every Man Needs One (1972)
158. Home for the Holidays (1972)
159. The Bounty Man (1972)
160. Rolling Man (1972)
161. Say Goodbye, Maggie Cole (1972)
162. No Place to Run (1972)
163. The Daughters of Joshua Cabe (1972)
164. The Rookies (1972)
165. Two for the Money (1972)
166. The Trackers (1971)
167. If Tomorrow Comes (1971)
168. The Reluctant Heroes (1971)
169. The Death of Me Yet (1971)
170. In Broad Daylight (1971)
171. A Taste of Evil (1971)
172. The Last Child (1971)
173. Five Desperate Women (1971)
174. Congratulations, It's a Boy! (1971)
175. River of Gold (1971)
176. Yuma (1971)
177. Love Hate Love (1971)
178. Run, Simon, Run (1970)
179. Crowhaven Farm (1970)
180. The Over-the-Hill Gang Rides Again (1970)
181. The House That Would Not Die (1970)
182. Wild Women (1970)
183. The Old Man Who Cried Wolf (1970)
184. The Most Deadly Game (1970)
185. But I Don't Want to Get Married! (1970)
186. How Awful About Allan (1970)
187. The Young Rebels (1970)
188. The Love War (1970)
189. Carter's Army (1970)
190. The Ballad of Andy Crocker (1969)
191. The Pigeon (1969)
192. The Monk (1969)
193. Wake Me When the War Is Over (1969)
194. The Over-the-Hill Gang (1969)
195. The New People (1969)
196. The Mod Squad (1968)
197. Off to See the Wizard (1967)
198. The Guns of Will Sonnett (1967)
199. Cricket on the Hearth (1967)
200. Honey West (1966)
201. Daniel Boone (1964)
202. Burke’s Law (1963)
203. The Dick Powell Show (1962)
204. My Daddy Can Lick Your Daddy (1962)
205. A Pair of Boots (1962)
206. Guns of the Timberland (1960)
207. Johnny Ringo (1959)
208. Zane Grey Theater (1956)